# Culture du Kazakhstan

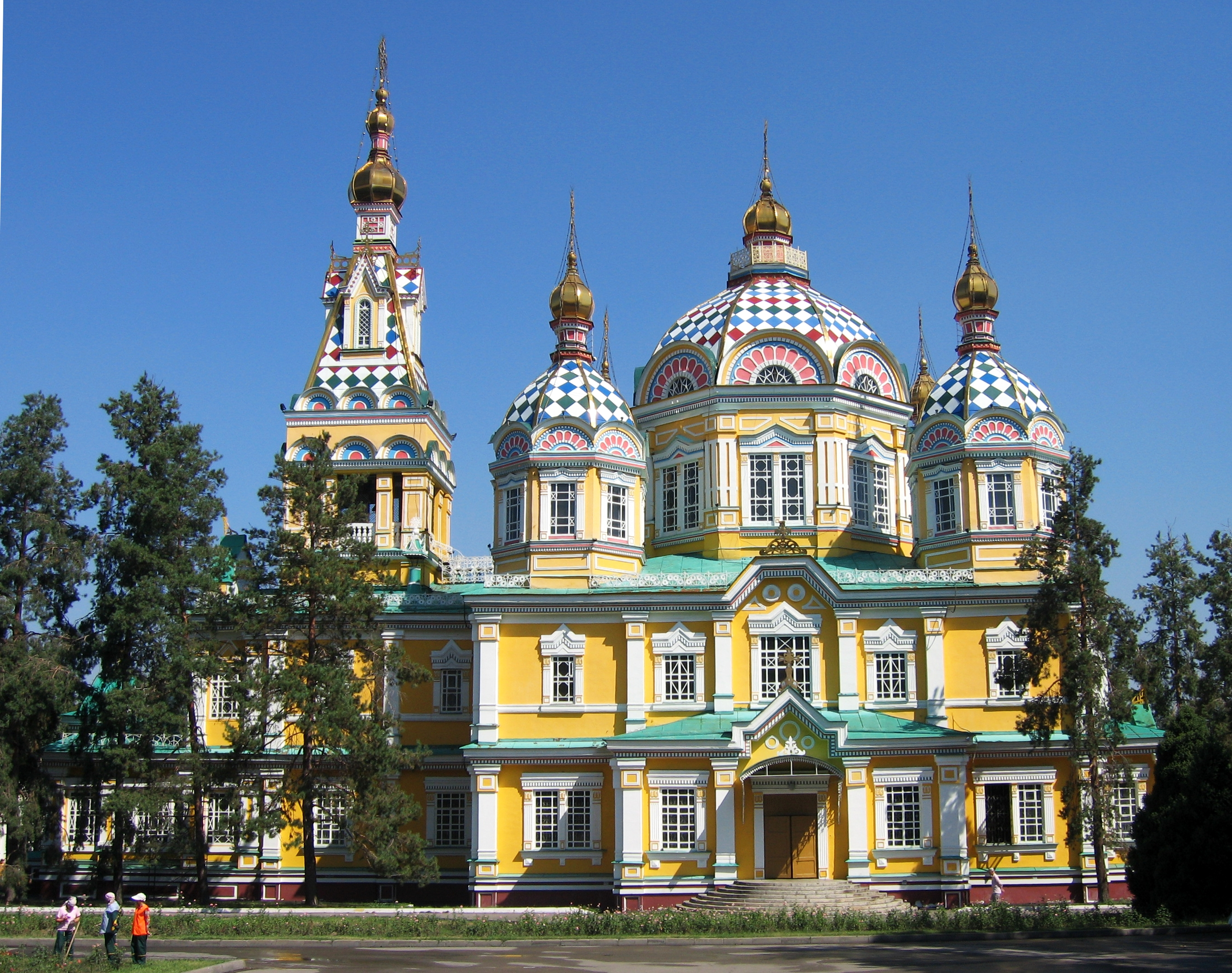
La Cathédrale de l'Ascension à Almaty en 2011

La culture du Kazakhstan, pays de l'Asie centrale, désigne d'abord les pratiques culturelles observables de ses habitants (18 000 000, estimation 2017).

## Langues et populations

### Langues
- Langues au Kazakhstan, Langues du Kazakhstan

La langue kazakhe appartient au groupe des langues turques de la famille des langues altaïques.

### Populations
- Groupes ethniques au Kazakhstan

## Traditions

### Religion(s)
- Catégorie:Religion au Kazakhstan
- Islam au Kazakhstan (70 %)
- Christianisme au Kazakhstan (26 %)
- Tengrisme

### Symboles
- Catégorie:Symbole du Kazakhstan  armoiries, drapeau, hymne national…
- Drapeau du Kazakhstan
- Emblème du Kazakhstan
- Hymne national du Kazakhstan
- Meniñ Qazaqstanım

### Mythologie
- Alpamych
- Aldar Kose
- Kyz Jibek

### Fêtes
- Rites festifs traditionnels printaniers des éleveurs de chevaux kazakhs[1]

## Arts de la table

### Cuisine(s)
- Cuisine kazakhe

### Boisson(s)
- Viticulture au Kazakhstan

## Santé
- Protection sociale

### Sports, arts martiaux
- Sport au Kazakhstan
- Jeux de l'Asie centrale, Jeux mondiaux nomades
- Kok-borou

## Média
- Catégorie:Média au Kazakhstan

### Presse
- Liste de journaux au Kazakhstan

### Radio
- Kazakh Radio

### Télévision
- Kazakh TV
- Kazakhstan (chaîne de télévision)
- Corporation de radio et de télévision du Kazakhstan

## Littérature
- Littérature kazakhe
- Liste d'écrivains du Kazakhstan
- Écrivains kazakhs
- Poètes kazakhs
  - Akhmet Baïtoursinoff, Sapargali Begalin, Bakhytjan Kanapianov
  - Mukaghali Makatayev, Syrbai Maulenov
  - Balouan Cholaq, Ilyas Zhansugurov, Galymbek Zhumatov
  - Autres poètes en kazakh : Zharaskan Abdirash, Töle Biy, Mirjaqip Dulatuli, Bukhar-zhirau Kalmakanov, Sabit Mukanov, Makhambet Otemisuly, Abai Qunanbaiuly, Yessengaly Raushanov, Olzhas Suleimenov, Sultanmahmut Toraygirov, Bejimbet Mailin
- Liste de poètes en langages turcs (en)
- épopée de Kojojash (en)
- épopée de Koroghlou
- Jyraou, équivalent de l'Akyn, conteur-chanteur

## Artisanats
- Art des steppes

## Arts visuels

### Peinture
- Dilka Bear
- Agimsaly Duzelkhanov
- Aisha Galimbaeva
- Sergey Kalmykov
- Zhenis Kakenuly Nurlybayev
- Abilkhan Kasteev (1904-1973)
- Aisha Galimbaeva (1917-2008)
- Agimsaly Duzelkhanov (1951)

### Architecture
- Architecture au Kazakhstan (rubriques)
- Pastoralisme nomade
- Yourte

## Arts du spectacle

### Musique(s)
- Musique kazakhe
- Opéra Abaï
- Conservatoire national kazakh
- Instruments de musique kazakhs
- Musée national des instruments de musique du Kazakhstan

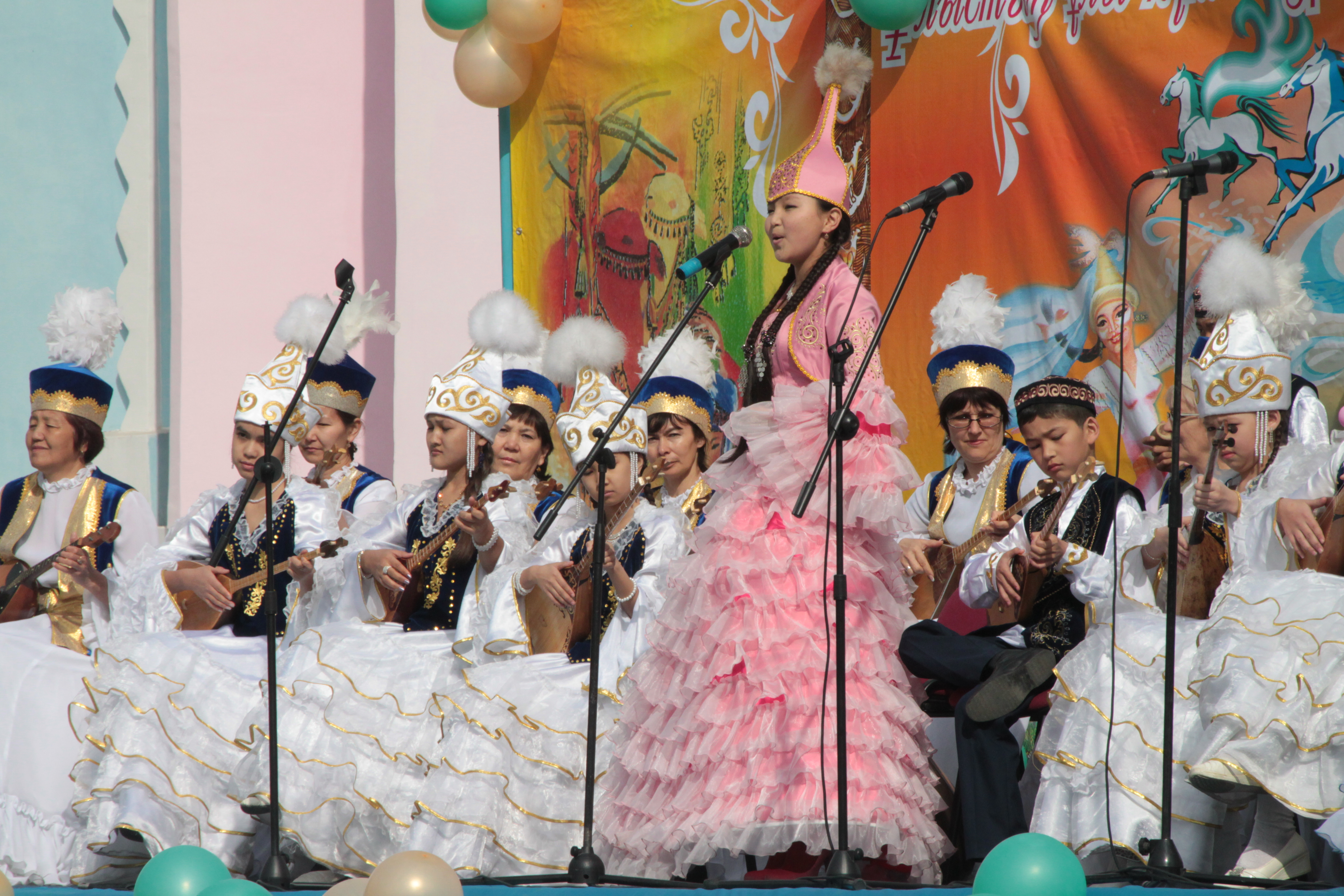
Chanteuse, joueur et joueuses de dombra en costume traditionnel de Nowruz

### Théâtre
Coexistent des traditions théâtrales kazakh, russe, ouïgour, allemand, etc.
Depuis 2000, le Théâtre Artichoc, première troupe théâtrale indépendante, d'improvisation-intervention, dynamise la scène kazakh, en russe et en kazakh. Depuis 2013, un Festival International de Théâtre a lieu dans la capitale, où rivalisent en 2017 sept troupes de théâtre indépendant.
- Théâtre Aouézov
- Théâtre Artichoc
- Théâtre Musirepov pour la jeunesse
- Théâtre ouïghour d'Almaty
- (en) Simon Tordjman, Une introduction au théâtre actuel en Asie centrale et en Afghanistan, 2006 (IETM, International network for contemporary performing arts)[2]

### Autres scènes: marionnettes, mime, pantomime, prestidigitation
Les arts mineurs de scène, arts de la rue, arts forains, cirque, théâtre de rue, spectacles de rue, arts pluridisciplinaires, performances manquent encore de documentation pour le pays …
Pour le domaine de la marionnette, la référence est : Arts de la marionnette au Kazakhstan, sur le site de l'Union internationale de la marionnette UNIMA).
- Théâtre de marionnettes traditionnel kazakh[3],[4]
- State Puppet Theatre Kazakhstan (1935)[5]

### Cinéma
- Cinéma kazakh, Cinéma kazakh (rubriques)
- Festival du cinéma français et kazakhstanais Reflets d'Astana

La politique culturelle de l'URSS en matière de cinéma a formé le premier cinéma kazakh, avec déplacement des individus et transferts des compétences. Les films en langue kazakh pour un public kazakh sont facilement repérables.

#### Cinéastes actifs au Kazakhstan avant 1980
- Qouat Äbousseïtov (kk) (1925-2003) : Rafale (1958), La route de la vie (1959), Naïzatas (1969)
- Chäken Aïmanov (en) (1914-1970) : Le poème d'amour (1954),...
- Iefim Aron (ru) (1906-1970) : Les chants d'Abaï (1945), La corne d'or (1948), Botagoz (1957), Sur la rive sauvage de l'Irtych (1959)
- Majit Bégaline (ru) (1922-1978) : Ce fut à Chougla (1954), Son temps viendra (1957), Retour sur terre (1959), La piste se perd à l'horizon (1964), Protégeons Moscou (1967), Le chant de Manchouk (1969)
- Émir Faïk (ru) (1909-1993) : Un cadeau volant (1956), Une fois, la nuit (1959),  Mon petit garçon (1962), Interroge ton cœur (1964)
- Soultan-Akhmet Khodjikov (ru) (1923-) : Mère et fils (1956), Nous, ceux de Semiretch (1958), Si chacun d'entre nous... (1961), Kyz-Jubek (1970)
- Alexandre Karpov (ru) (1922-1998) : Le silence (1960), Le flottage (1961), Le dit de la mère (1963), Mille verstes de route (1968)
- Abdoulla Karsakbaïev (ru) (1926-1983) : On m'appelle Koja (1963), Matin anxieux (1967), Voyage dans l'enfance (1969), Poursuite dans la steppe (1980)
- Eldor Ourazbaïev (1940-2012) : Transsibérien (1977)
- Lavrenti Son (1941-)

Mais aussi :
- Léonid Agranovitch (ru) (1942-2011) : Le bouclier de la ville (1979)
- Sarip Beïsemmbaïev (1926-) : C'est notre fils (1959), Nous sommes quatre (1971), Garde ton étoile (1975)
- Pavel Bogolioubov (1904-1955) : La jeune cavalière (1955)
- Iouri Tsoulioukine (1929-) : Sérieusement... mais en plaisantant (1963)
- Kanynbek Kassymbekov (ru) (1943-2014) : Chok et Cher (1971)
- Azerbaïdjan Mambetov (ru) : Les ailes de la chanson (1967), Le sang et la sueur (1978), Les courriers remplissent leur mission (1980)
- Boulat Mansourov (1937-2011) : Koulaguer (1972), Une parabole d'amour (1976)
- Ararat Massanov (1936-) : Horizon (1973)
- Alexandre Medvedkine (1900-1989) : Printemps inquiet (1955)
- Tolomouch Okeev (1935-2001) : Le féroce (1973)
- Iouri Piskounov (1937-) : L'hiver, mauvaise saison (1972)
- Guéorgui Pobedonostsev (1910-) : Les bouleaux dans la steppe (1956)
- Iouri Siller (1942-) : La journée particulière (1971)
- Vitali Voïtetski (1909-1977) : Tes amis (1960)
- Darezhan Omirbaev est un réalisateur, scénariste et acteur kazakh.

## Patrimoine

### Musées
- Liste de musées au Kazakhstan

### Liste du Patrimoine mondial
Le programme Patrimoine mondial (UNESCO, 1971) a inscrit dans sa liste du Patrimoine mondial (au 12/01/2016) : Liste du patrimoine mondial au Kazakhstan.

### Liste représentative du patrimoine culturel immatériel de l’humanité
Le programme Patrimoine culturel immatériel (UNESCO, 2003) a inscrit dans sa liste représentative du patrimoine culturel immatériel de l’humanité :
- 2014 : l'aïtysh/aïtys, art de l'improvisation (Kazakhstan – Kirghizistan)[6],
- 2014 : l’art traditionnel kazakh du dombra kuï[7],
- 2015 : les connaissances et savoir-faire traditionnels liés à la fabrication des yourtes kirghizes et kazakhes (habitat nomade des peuples turciques)	(Kazakhstan – Kirghizistan)[8],
- 2016 : le koures au Kazakhstan[9],
- 2016 : la culture de la fabrication et du partage de pain plat Lavash, Katyrma, Jupka, Yufka[10](Azerbaïdjan,Iran (République islamique d’), Kazakhstan, Kirghizistan, Turquie),
- 2017 : les jeux traditionnels d’assyks kazakhs[11],
- 2018 : l'Héritage de Qorqud/Korkyt Ata/Dede Korkut : la culture, les légendes populaires et la musique liées à cette épopée[12],
- 2018 : les rites festifs traditionnels printaniers des éleveurs de chevaux kazakhs[13].

### Registre international Mémoire du monde
Le programme Mémoire du monde (UNESCO, 1992) a inscrit dans son registre international Mémoire du monde (au 10/01/2016) :
- 2003 : Collection des manuscrits de Khoja Ahmed Yasawi[14].
- 2005 : Documents audiovisuels du mouvement antinucléaire Nevada-Semipalatinsk[15].
- 2011 : Fonds archivistique de la mer d’Aral[16].